# Брайнина, Берта Яковлевна
Берта Яковлевна Брайнина (1902—1984) — советский литературный критик и литературовед. Лауреат Сталинской премии третьей степени (1952).

## Биография
Родилась 4 (17) июля 1902 года в Ярославле в семье Якова Исааковича Брайнина (из еврейской купеческой первой гильдии семьи). После ранней смерти отца вместе с тремя сёстрами воспитывалась матерью — зубным врачом Полиной Абрамовной Маневич, родом из Витебска. По окончании средней школы в 1918—1920 годах работала во внешкольном отделе Наркомпроса.
В 1922 году окончила филологический факультет 2-го МГУ. В 1920—1934 годах преподавала литературу в московских школах, ФЗУ и на рабфаках.
Литературной деятельностью Б. Я. Брайнина занималась с 1926 года. Опубликовала книги «А. Н. Толстой», «Воспитание правдой» (1956), «Фёдор Гладков. Очерк жизни и творчества» (1957), «Стефан Зорьян» (1960; совместно с С. М. Хитаровой), «Валентин Катаев. Очерк творчества» (1960), «Автобиография века» (1961) и др., большое количество статей и рецензий в периодической печати. Монография «Константин Федин» (1951) переведена на румынский и немецкий языки. В центре внимания критика — отражение в литературе социалистического реализма борьбы и героического труда советских людей.
Похоронена на Донском кладбище.

## Награды и премии
- Сталинская премия третьей степени (1952) — за книгу «Константин Федин» (1951)
- медаль «За доблестный труд в Великой Отечественной войне 1941-1945 гг.»

## Семья
- Первый муж — Юлий Аронович Брауде, репрессирован. Сын — Александр Юльевич Брауде, инженер-химик.
- Второй муж — историк литературы Дмитрий Дмитриевич Благой.

Сёстры:
- Врач-психиатр, кандидат медицинских наук Матильда Яковлевна Брайнина (1900—1973), была замужем за доктором медицинских наук, профессором Александром Николаевичем Кабановым.
  - Племянник — доктор химических наук, академик АН СССР Виктор Александрович Кабанов.
- Врач-отоларинголог Роза Яковлевна Брайнина, была замужем за ректором Второго Московского медицинского института, урологом, доктором медицинских наук Абрамом Борисовичем Топчаном (1890—1959), проходившим по делу врачей-вредителей. Ещё одна сестра — врач Первой градской больницы Фаина Яковлевна Брайнина.